# Andrei Timofejewitsch Bolotow

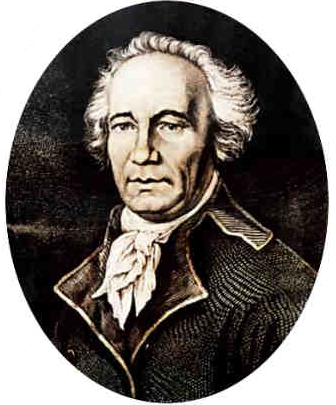
Andrei Bolotow (1738–1833)

Andrei Timofejewitsch Bolotow (russisch Андрей Тимофеевич Болотов; * 7. Oktoberjul. / 18. Oktober 1738greg. in Dworjaninowo, Gouvernement Tula; † 4. Oktoberjul. / 16. Oktober 1833greg. ebenda) war ein russischer Agrarwissenschaftler.

## Wirken
Er entdeckte die Dichogamie von Apfelbäumen, zeigte die Vorteile der Kreuzbestäubung auf, gab ein wegweisendes Handbuch der Felderwirtschaft heraus und arbeitete ein pomologisches System aus, das mehr als 600 Apfel- und Birnensorten umfasste. Er beschäftigte sich außerdem mit den wissenschaftlichen Prinzipien der Forstwirtschaft.
Darüber hinaus trat Bolotow als Schriftsteller und Publizist in Erscheinung. Er schrieb philosophische Abhandlungen, hinterließ umfangreiche Memoiren, in denen er das Leben des russischen Landadels im 18. Jahrhundert beschreibt, und gab im Verlag von Nikolai Iwanowitsch Nowikow zwei Zeitschriften heraus: Der Landmann (1778–1779) und Ökonomisches Magazin (1780–1789).
Der Asteroid (7858) Bolotov wurde am 9. März 2001 nach ihm benannt.
Bolotow kämpfte als russischer Offizier im Siebenjährigen Krieg.

## Schriften (Auswahl)
- Leben und Abenteuer des Andrej Bolotow von ihm selbst für seine Nachkommen aufgeschrieben. Leipzig 1989.